# Ptochophyle planaria
Ptochophyle planaria är en fjärilsart som beskrevs av Swinhoe 1904. Ptochophyle planaria ingår i släktet Ptochophyle och familjen mätare. Inga underarter finns listade.